# Leo TV
Leo TV je česká placená soukromá erotická televizní stanice.

## Program
Stanice uvádí, že její záměr je vysílat převážně live show, plánuje však také erotické reality show a podobně zaměřené pořady. Stanice též nabízí lidem podílet se na tvorbě pořadů.
V roce 2009 udělila Rada pro rozhlasové a televizní vysílání televizní stanici pokutu 50 tisíc Kč z důvodu odvysílání pořadu, který „mohl vážně narušit fyzický, psychický nebo mravní vývoj dětí a mladistvých tím, že obsahoval pornografii“. V minulosti měla též stanice problémy s neoznačováním pořadů nevhodných pro mladistvé pomocí „hvězdičky“.